# Volvo FMX

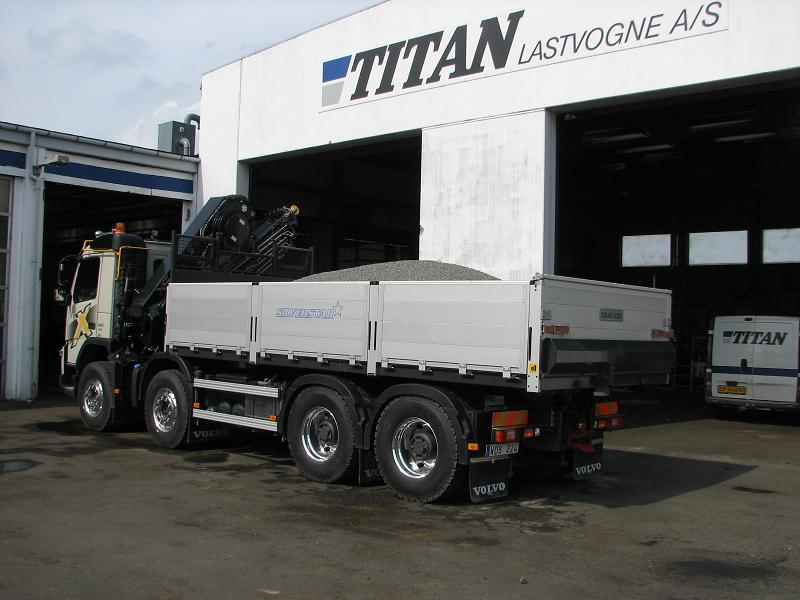
Volvo FMX in Rønne

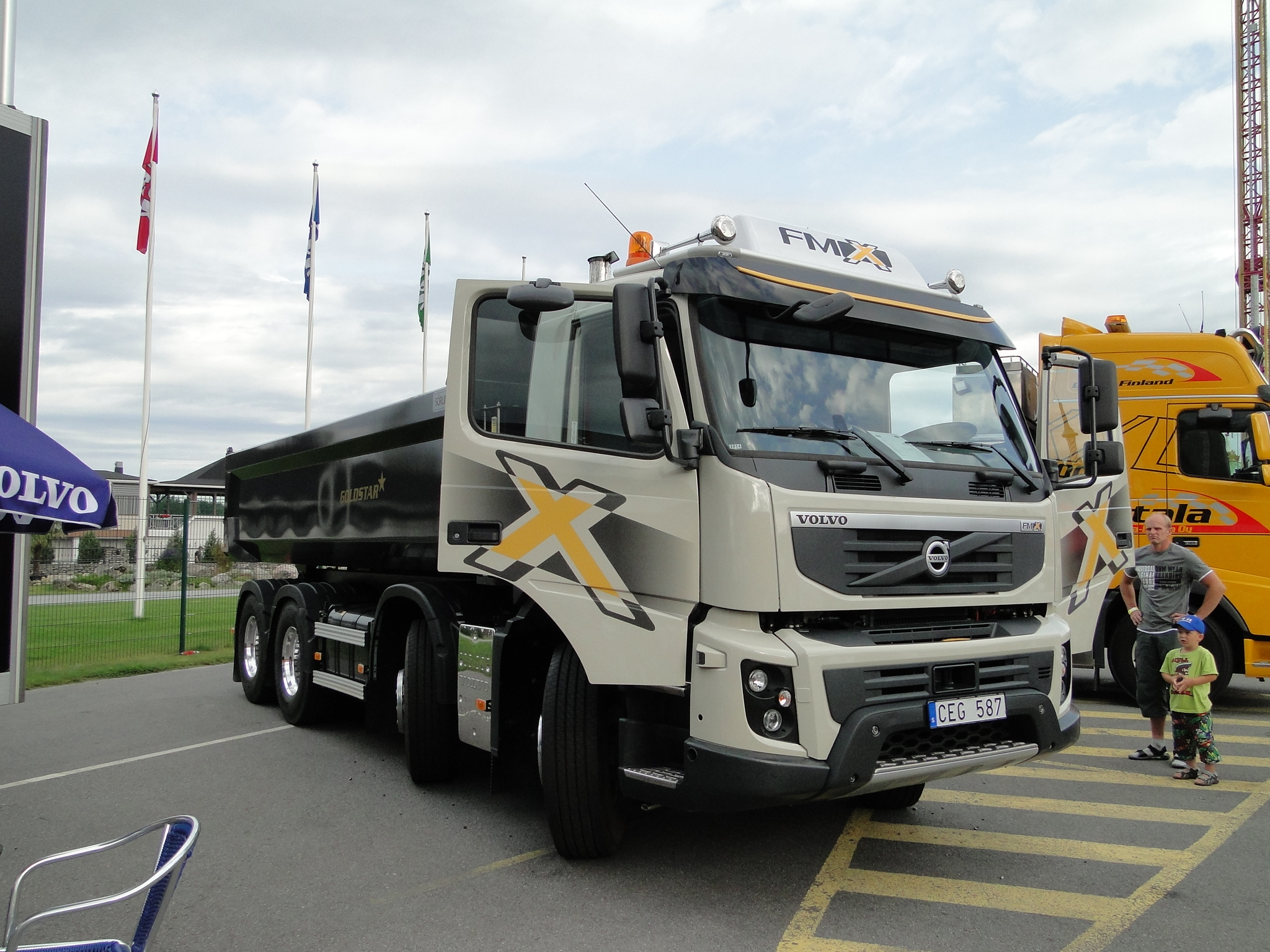
Volvo FMX

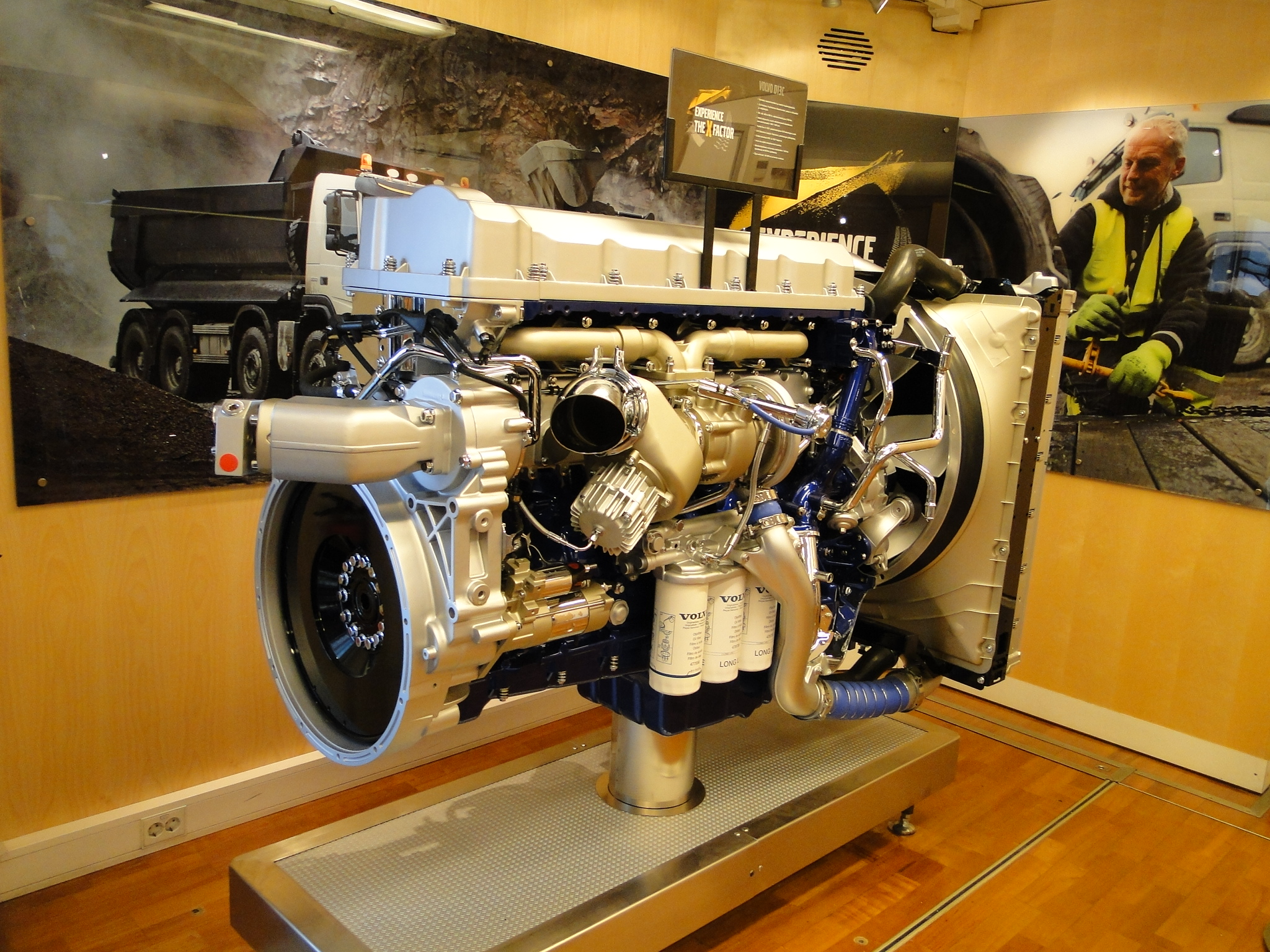
D13C motor

De Volvo FMX is een vrachtwagentype van het concern AB Volvo, dat is ontworpen voor bouwtransport en voor vervoer van zware ladingen over grote afstanden. Het type werd in augustus 2010 geïntroduceerd op het Deense eiland Bornholm.
| Asconfiguraties - 4×2, - 4×4, - 6×2, - 6×4, - 6×6, - 8×2, - 8×4 | Chassishoogtes - Medium, - Standaard/High, - X-High en - XX-High | Motoren - D11C: 330, 370, 410, 450 pk - D13C: 380, 420, 460, 500 pk |

De FMX is ontworpen voor zware bouwtaken en zware ladingen en is geschikt voor slechte wegen en steile hellingen. 
Hiermee is hij vooral geschikt voor gebruik in de bouwsector.